# Thibault Desseignet
Thibault Desseignet, né le 16 septembre 1998 à Roanne (Loire), est un joueur français de basket-ball évoluant au poste de meneur.

## Biographie

### Jeunesse et formation
Thibault Desseignet commence le sport très jeune mais s'oriente d'abord vers le football avant d'opter pour le basket-ball à l'âge de 8 ans, notamment car ses parents pratiquent ce sport tous les deux.
Il débute au BC Riorges, un club près de Roanne avant de rejoindre les équipes jeunes de la Chorale de Roanne,. Après avoir intégré le pôle espoirs de Lyon, il assiste aux entraînements de différents clubs afin d'intégrer un centre de formation. Il choisit de rejoindre, en 2013, la JL Bourg, marqué par la structure du club mais surtout par Jean-Luc Tissot,, responsable des jeunes qui, avec ses collaborateurs, a réussi à faire du centre de formation du club une référence au niveau national notamment grâce à son école des meneurs/arrières dont Thibault Desseignet sera le premier joueur sortant à signer en professionnel,.
Il évolue durant trois saisons avec les cadets de la JL et participe à deux Final Four ainsi qu'à une finale de coupe de France perdue face à Strasbourg,.

### Carrière professionnelle

#### JL Bourg

##### 2015-2016
Il signe son premier contrat professionnel avec la JL Bourg à la fin de la saison 2015-2016, saison durant laquelle il aura fait ses premières apparitions avec les professionnels dont une entrée en finale de Leaders Cup de Pro B remportée face à Boulazac mais surtout participé à la montée de l'équipe réserve en NM2 en scorant 11,3 points de moyenne,,.
2016 est également une grande année pour lui avec l'équipe nationale U18. Il est d'abord sélectionné dans la liste des 12 joueurs participant au tournoi international de Mannheim (en) fin mars puis, quelques mois plus tard, dans le groupe des 16 joueurs retenus afin de continuer la préparation et participer aux matchs amicaux en vue de l'Euro en Turquie,. Malheureusement, il se blesse à la cheville le 1er juillet dans un match face à l'Ukraine et sa participation à la compétition initialement prévue au début du mois d'août est remise en cause. La compétition est finalement repoussée au mois de décembre en raison de la tentative de coup d'État en Turquie ce qui lui permet d'être retenu parmi les 12 joueurs participant au tournoi aux côtés notamment de Frank Ntilikina et Sekou Doumbouya,. La France, invaincue dans le tournoi, remporte la compétition en battant la Lituanie 75 à 68 et Thibault Desseignet devient champion d'Europe U18.

##### 2016-2017
Pour la saison 2016-2017, il évolue en tant que doublure de Garrett Sim à la mène. Il continue sa progression mais perd du temps de jeu en deuxième partie de saison face à l'impératif de montée du club,. Au terme de la saison, la JL Bourg accomplit son objectif et est sacrée championne de France de Pro B.
Il fait partie des présélectionnés dans le cadre de la coupe du monde des 19 ans et moins mais n'est finalement pas retenu dans le groupe final.

##### 2017-2018
Avec le recrutement de Lance Jeter en tant que deuxième meneur et le niveau accru de la première division, Thibault Desseignet perd en responsabilités dans l'équipe lors de la saison 2017-2018. Le club et lui sont alors d'accord pour qu'il soit prêté en deuxième division afin qu'il puisse continuer sa progression mais les propositions reçues n'aboutissent pas.  Plutôt que de signer en NM1, il fait le choix de rester à la JL où il s'entraîne avec l'effectif professionnel mais joue avec les espoirs. Ce choix est payant car il est élu joueur le plus abouti techniquement par les entraîneurs du championnat dans un sondage réalisé par le magazine Bebasket à la mi-saison et est nommé dans le meilleur cinq majeur de la saison notamment aux côtés de Killian Hayes en terminant avec des moyennes de 17,5 points et 4,2 passes par match,.
À la fin de la saison, il est sélectionné avec l'équipe de France pour participer au championnat d'Europe des 20 ans et moins en Allemagne. Il obtient le cinquième temps de jeu de l'équipe avec 17 minutes en moyenne par match pour 5,0 points marqués. La France termine 4e de la compétition. 

#### Hermine de Nantes

##### 2018-2019
Désireux de trouver du temps de jeu en professionnel pour la saison 2018-2019, Thibault Desseignet et la JL Bourg se séparent d'un commun accord afin qu'il puisse évoluer en Pro B. Il signe alors un contrat de deux ans avec l'Hermine de Nantes en tant que doublure de Dee Davis (en).
Le club lutte jusqu'au bout pour les playoffs mais termine finalement 10e du championnat.

##### 2019-2020
Il poursuit sa progression lors de la saison 2019-2020 avec des statistiques en constante amélioration. Le club réalise un formidable parcours en Leaders Cup Pro B en étant invaincu dans leur poule puis en allant jusqu'en finale à Disneyland Paris où les nantais battent Antibes 73 à 58. C'est la deuxième Leaders Cup que Thibault Desseignet remporte après celle de 2016 avec la JL Bourg et le premier titre majeur pour l'Hermine qui décroche avec cette victoire une qualification pour les playoffs d'accession en Jeep Élite. 
Les matchs de Pro B sont finalement arrêtés mi-mars en raison de la pandémie de Covid-19. Le 27 mai 2020, la LNB décide d'une saison blanche ce qui signifie que les playoffs ainsi que les promotions vers la première division sont annulées. Profitant de cet arrêt pour soigner sa cheville gauche le gênant depuis plusieurs saisons, Thibault Desseignet est opéré le même jour à l'hôpital privé Jean Mermoz de Lyon. Quelques jours plus tard, le 4 juin 2020, le club annonce la signature d'un nouveau contrat qui le lie au club jusqu'en 2022.

##### 2020-2021
Les débuts de l'Hermine dans la saison 2020-2021 sont retardés par des tests positifs au virus au sein de l'effectif. Le club joue finalement son premier match de championnat le 23 octobre à Fos-sur-Mer. En 14 minutes de jeu, Thibault Desseignet contribue activement à la victoire de son équipe 83 à 78 en terminant meilleur marqueur de Nantes avec 16 points inscrits dont les 10 derniers de son équipe et le panier de la victoire,.

## Famille
Son frère Hugo, de 5 ans son cadet, joue aussi au basket-ball. Il évolue successivement avec la Chorale de Roanne et le pôle espoirs de Lyon comme son grand frère avant de rejoindre les équipes jeunes de l'ASVEL en 2018 puis le CSP Limoges en 2021,,.
Les deux frères ainsi que leurs parents ont tous la particularité d'évoluer ou d'avoir évolué au poste de meneur.

## Clubs successifs
- 2016-2018 :  JL Bourg Basket (Pro B puis Pro A)
- 2018-2021 :  Nantes Basket Hermine (Pro B)
- 2021-2023 :  Vendée Challans Basket (NM1)
- Depuis 2023 :  LyonSO (NM1)

## Palmarès

### En club
- Vainqueur des Leaders Cup de Pro B 2016 avec la JL Bourg et 2020 avec l'Hermine de Nantes.
- Champion de France de Pro B 2017 avec la JL Bourg.

### Sélection nationale
- Médaille d'or au championnat d'Europe des 18 ans et moins en 2016.
- 4e au championnat d'Europe des 20 ans et moins en 2018.

## Statistiques

### En espoir
Thibault Desseignet a évolué deux saisons dans le championnat de France Espoirs : lorsque la JL Bourg retrouve la Pro A pour la saison 2014-2015 et lors de sa dernière saison au club même s'il fait quelques apparitions avec les professionnels.
Ses statistiques en espoir sont les suivantes :
| Saison    | Équipe   | Matchs | 5 Dép. | Minutes | % Tirs | % 3pts | % LF | Rbds/m | PassD/m | Int/m | Ctrs/m | Pts/m |
| --------- | -------- | ------ | ------ | ------- | ------ | ------ | ---- | ------ | ------- | ----- | ------ | ----- |
| 2014-2015 | JL Bourg | 13     | 1      | 15,3    | 50,8   | 23,8   | 71,9 | 0,9    | 2,1     | 1,5   | 0,0    | 6,8   |
| 2017-2018 | JL Bourg | 27     | 24     | 32,0    | 46,5   | 39,1   | 85,1 | 2,6    | 4,2     | 2,4   | 0,0    | 17,5  |

### En professionnel

#### Pro A
Les statistiques de Thibault Desseignet en Pro A sont les suivantes : 
| Saison    | Équipe   | Matchs | 5 Dép. | Minutes | % Tirs | % 3pts | % LF | Rbds/m | PassD/m | Int/m | Ctrs/m | Pts/m |
| --------- | -------- | ------ | ------ | ------- | ------ | ------ | ---- | ------ | ------- | ----- | ------ | ----- |
| 2017-2018 | JL Bourg | 4      | 0      | 2,8     | 40,0   | 0,0    | 71,4 | 0,8    | 0,0     | 0,0   | 0,0    | 2,3   |

#### Pro B
Les statistiques de Thibault Desseignet en Pro B sont les suivantes : 
| Champion de France |

gras = ses meilleures performances
| Saison    | Équipe   | Matchs | 5 Dép. | Minutes | % Tirs | % 3pts | % LF | Rbds/m | PassD/m | Int/m | Ctrs/m | Pts/m |
| --------- | -------- | ------ | ------ | ------- | ------ | ------ | ---- | ------ | ------- | ----- | ------ | ----- |
| 2015-2016 | JL Bourg | 7      | 0      | 6,1     | 10,0   | 0,0    | 75,0 | 0,6    | 1,0     | 0,4   | 0,0    | 1,1   |
| 2016-2017 | JL Bourg | 29     | 0      | 8,3     | 37,3   | 28,6   | 63,6 | 0,5    | 0,9     | 0,2   | 0,0    | 2,0   |
| 2018-2019 | Nantes   | 32     | 6      | 15,9    | 36,4   | 32,5   | 67,6 | 1,2    | 2,3     | 0,6   | 0,0    | 5,0   |
| 2019-2020 | Nantes   | 23     | 9      | 18,2    | 44,3   | 38,3   | 83,7 | 1,3    | 1,6     | 0,8   | 0,0    | 6,8   |
| 2020-2021 | Nantes   | 34     | 14     | 18,4    | 33,3   | 35,5   | 77,6 | 2,0    | 2,0     | 0,6   | 0,0    | 5,6   |